# Marly-Gomont
Marly-Gomont is een gemeente in het Franse departement Aisne (regio Hauts-de-France) en telt 429 inwoners (1999). De plaats maakt deel uit van het arrondissement Vervins.

## Geografie
De oppervlakte van Marly-Gomont bedraagt 12,9 km², de bevolkingsdichtheid is 33,3 inwoners per km².
De onderstaande kaart toont de ligging van Marly-Gomont met de belangrijkste infrastructuur en aangrenzende gemeenten.

## Demografie
Onderstaande figuur toont het verloop van het inwonertal (bron: INSEE-tellingen).
Vanwege een beveiligingsprobleem met de MediaWiki Graph-software is het momenteel niet mogelijk deze grafiek weer te geven. Zodra de software is bijgewerkt zal de grafiek vanzelf weer zichtbaar worden.

## Trivia
- De Franse rapper Kamini zette met het nummer "Marly-Gomont" het dorp internationaal op de kaart. Met de rap over het dorp behaalde hij de nummer 1-positie in de nationale hitparade.
- De film “The African Doctor” speelt zich af in Marly-Gomont en gaat over de ervaringen van Kamini’s vader die daar als arts gaat werken en met zijn gezin in deze verder volledig blanke gemeente woont.